# Giuseppe Maria Buonaparte

Stammwappen der Bonapartes

Giuseppe Maria Buonaparte (* 31. Mai 1713 in Ajaccio; † 13. Dezember 1763 ebenda) war ein korsischer Politiker aus der Familie Bonaparte und Großvater des französischen Kaisers Napoleon I.

## Leben
1749 wurde er Repräsentant der Stadt Ajaccio im Korsischen Rat von Corte. 1741 heiratete er in Ajaccio Maria Saveria Paravisini, deren Eltern genuesische Adelige waren. Mit ihr hatte er vier Kinder, Maria Gertrude Buonaparte, Sebastiano Buonaparte, Carlo Buonaparte und Marianna Buonaparte, die aber schon früh starb. Nachdem Maria gestorben war, heiratete Giuseppe Maria Virginia Alata. Die Ehe blieb kinderlos.

## Vorfahren in Korsika

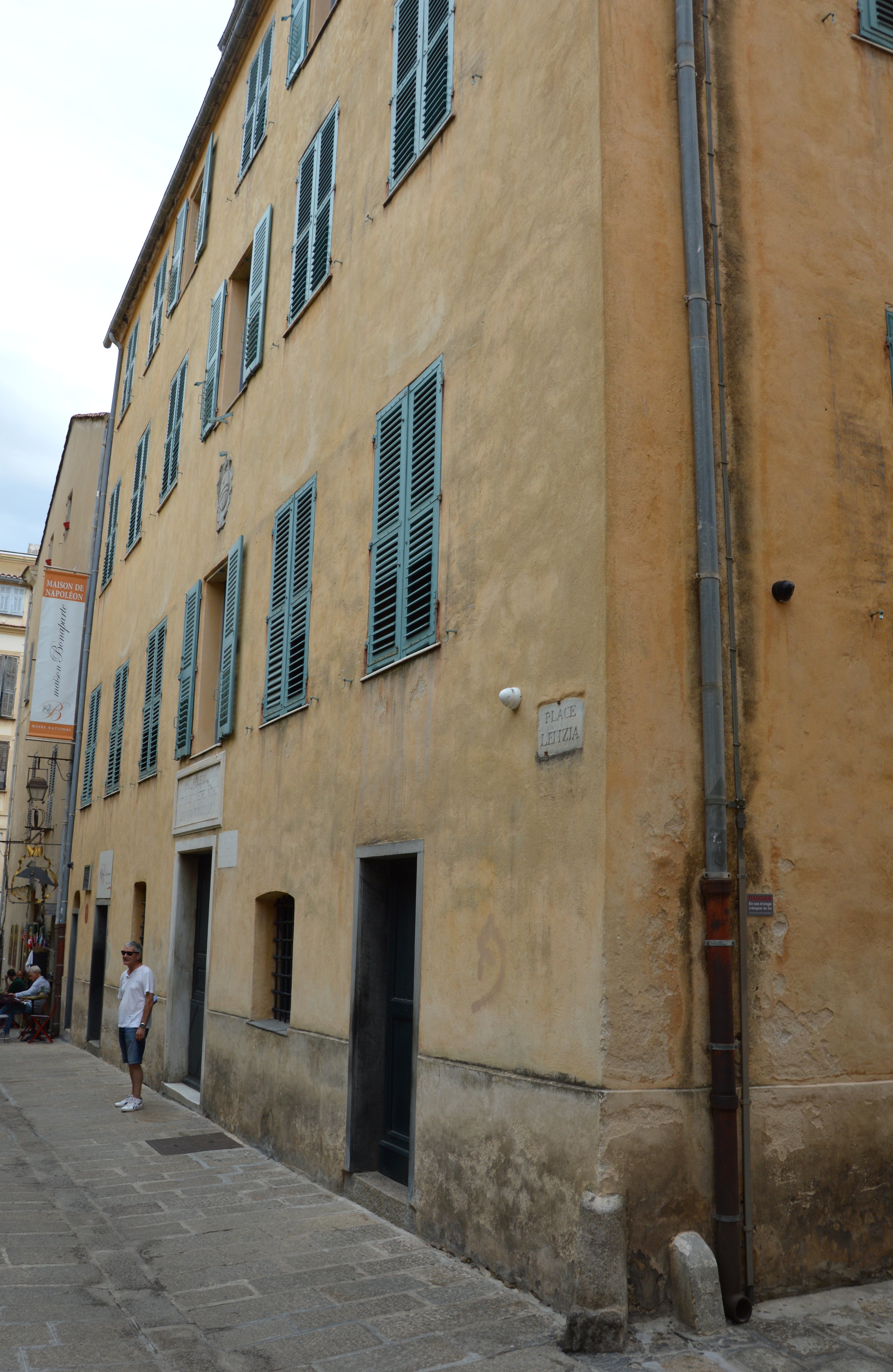
Die Maison Bonaparte in Ajaccio, Korsika, Geburtshaus Napoleons I.

Giuseppe Maria war der Sohn von Sebastiano Nicola Buonaparte und Maria Anna Tusoli. Sebastiano Nicola war seit 20. April 1720 Mitglied im Rat der Stadt Ajaccio. Maria Anna Tusoli (1690–1760) stammte aus Bocognano und gehörte dem Kleinadel an. 
Sebastiano Nicola war der Sohn des Hauptmanns (capitano) des Rats von Ajaccio Giuseppe Maria Buonaparte (1663–1703) und der Maria Colonna di Bozzi (ca. 1668–1704). Der Familie Bozzi gehörte das Anfang des 17. Jahrhunderts erbaute Herrenhaus in Ajaccio, dessen Hälfte Maria erbte und das später zur Maison Bonaparte wurde (Geburtshaus Napoleons).
Giuseppe Marias Eltern waren Carlo Maria Buonaparte (1637–1692), von 1666 bis zu seinem Tod Hauptmann des Rats von Ajaccio und Virginia Odone (Tochter des Kaufmanns Pietro Odone und der Adligen Costanza Pozzo di Borgo).
Carlo Marias Eltern waren Sebastiano Buonaparte (1603 – 1642/1643), ab 1620 Hauptmann des Stadtrats und ab 1633 cancelliere in Ajaccio, und Maria Rastelli.
Sebastianos Eltern waren Francesco Buonaparte (ca. 1570 – 1633) und Camilla Catacciolo. Francesco war Soldat in Diensten der Republik Genua und wurde kommandierender Oberst des Regiments von Korsika. 
Francesco war Sohn des Geronimo Buonaparte (ca. 1550 – 1650) und der Pellegrina Calvari. Geronimo wurde etwa 100 Jahre alt und hat die längste Zeit seines Lebens im Rat von Ajaccio und im Senat der Stadt amtiert, seit 1594 als Hauptmann des Stadtrats.
Geronimo war der Sohn des Gabriele Buonaparte († 1589), der mit einer Tochter von Francesco Montano verheiratet war, einem korsischen Patrizier.
Gabriele war ein Sohn des Francesco Buonaparte († 1540), genannt „der Maure“ (il Moro), und der Caterina da Castelletto. 
Francesco war ein Patrizier aus Sarzana in Ligurien und diente als Reitersöldner der Seehandelsflotte des Banco di San Giorgio. 1490 kam er nach Korsika und heiratete 1493 die Tochter des Guido da Castelletto, Repräsentant der Bank San Giorgio in Korsika. Kurz nach 1500 schied Francesco aus den Diensten der Bank aus. 
|  |                                               |  |  |  |  |  |  |  |  |  |  |  |  |  |  |  |
|  | Giuseppe Maria Buonaparte Senior (1663–1703)  |  |  |  |  |  |  |  |  |  |  |  |  |  |  |  |
|  |                                               |  |  |  |  |  |  |  |  |  |  |  |  |  |  |  |
|  |                                               |  |  |  |  |  |  |  |  |  |  |  |  |  |  |  |
|  | Sebastiano Nicola Buonaparte (1683–1720/1760) |  |  |  |  |  |  |  |  |  |  |  |  |  |  |  |
|  |                                               |  |  |  |  |  |  |  |  |  |  |  |  |  |  |  |
|  |                                               |  |  |  |  |  |  |  |  |  |  |  |  |  |  |  |
|  | Maria Colonna Bozzi (1668–1704)               |  |  |  |  |  |  |  |  |  |  |  |  |  |  |  |
|  |                                               |  |  |  |  |  |  |  |  |  |  |  |  |  |  |  |
|  |                                               |  |  |  |  |  |  |  |  |  |  |  |  |  |  |  |
|  | Giuseppe Maria Buonaparte (1713–1763)         |  |  |  |  |  |  |  |  |  |  |  |  |  |  |  |
|  |                                               |  |  |  |  |  |  |  |  |  |  |  |  |  |  |  |
|  |                                               |  |  |  |  |  |  |  |  |  |  |  |  |  |  |  |
|  | Carlo Tusoli                                  |  |  |  |  |  |  |  |  |  |  |  |  |  |  |  |
|  |                                               |  |  |  |  |  |  |  |  |  |  |  |  |  |  |  |
|  |                                               |  |  |  |  |  |  |  |  |  |  |  |  |  |  |  |
|  | Maria-Anna Tusoli (1690–1760)                 |  |  |  |  |  |  |  |  |  |  |  |  |  |  |  |
|  |                                               |  |  |  |  |  |  |  |  |  |  |  |  |  |  |  |
|  |                                               |  |  |  |  |  |  |  |  |  |  |  |  |  |  |  |
|  | Isabella N.                                   |  |  |  |  |  |  |  |  |  |  |  |  |  |  |  |
|  |                                               |  |  |  |  |  |  |  |  |  |  |  |  |  |  |  |
|  |                                               |  |  |  |  |  |  |  |  |  |  |  |  |  |  |  |

## Herkunft aus Sarzana

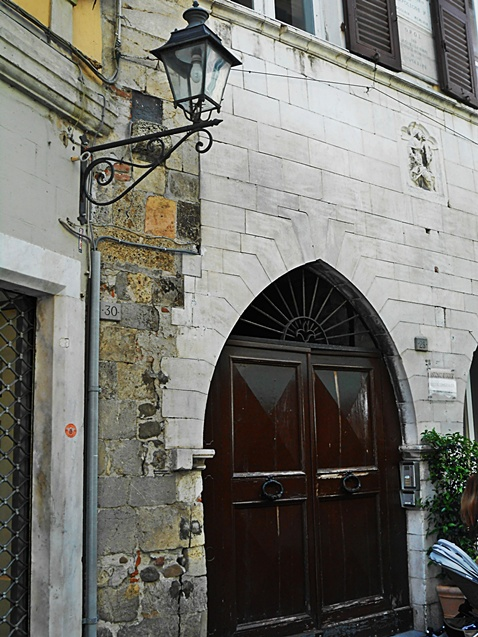
Casa Buonaparte in Sarzana, Ligurien

Die Buonaparte waren ursprünglich eine Patrizierfamilie aus Sarzana in Ligurien, wo sie mit Gianfaldo Buonaparte um 1200 erstmals erscheinen. Sie besaßen dort einen Geschlechterturm, die Casa torre dei Buonaparte (Viale Mazzini 26–28), der noch viergeschossig erhalten ist und im Erdgeschoss bis heute seinen mittelalterlichen Charakter bewahrt hat, sowie mehrere weitere Häuser. 
Der Notar Giovanni Buonaparte heiratete 1397 Isabella Calandrini, eine Cousine des späteren Kardinals Filippo Calandrini, der seinerseits ein Halbbruder des Kardinals Tommaso Parentucelli war, welcher von 1447 bis 1455 Papst Nikolaus V. werden sollte. Beide Kirchenfürsten stammten ebenfalls aus dem Patriziat von Sarzana. Giovanni Buonaparte wurde dort Bürgermeister und 1408 von Giovanni Maria Visconti, Herzog von Mailand, zum Kommissar der Lunigiana ernannt. Sein Sohn Cesare heiratete 1440 Apollonia Malaspina, eine illegitime Tochter aus der mächtigsten Adelsfamilie der Lunigiana. Dessen Enkel war Francesco, der 1490 im Zuge der genuesischen Kolonisation als Reitersöldner der Seehandelsflotte des Banco di San Giorgio nach Korsika ging und dort 1493 die Tochter des Guido da Castelletto, Repräsentant der Bank San Giorgio in Korsika, heiratete.

## Abstammungslegende im 19. Jahrhundert
Ein Florentiner Archivar namens Passerini, Leiter der Biblioteca Magliabechiana (heute Teil der Biblioteca Nazionale Centrale di Firenze) behauptete im Jahre 1856, zur Zeit der Herrschaft Kaiser Napoleons III., er habe im Staatsarchiv von Florenz eine Urkunde vom 15. Mai 1235 gefunden, laut der ein Jamfaldus aus Florenz dem Ospedale di Rosaia (Hospital von Rosaia) eine Schenkung gemacht habe; darin werde als Sohn des Jamfaldus ein Willielmo qui nuncupatur Bonaparte genannt und als Gründer des Hospitals der große Graf Ugo erwähnt, ein Vertreter des zwischen 923 und 1113 auftretenden berühmten Geschlechts der Cadolingi, und zwar als „Vorfahr (abavus) des Jamfaldus“. 
Hansmartin Schwarzmaier (in: Dizionario Biografico degli Italiani, vol. 16, 1973) führt dazu aus: „Wir wissen nicht, ob dieser Passerini, der die Biblioteca Magliabechiana in Florenz leitete und über eine lange Erfahrung im Studium von Manuskripten verfügte, sich noch nicht darüber bewußt war, daß das Dokument von 1235 eine grobe moderne Fälschung ist, oder ob er, gegen jegliche Evidenz, sich daran halten wollte, um durch seine Arbeit dem französischen Kaiser Ehre zu erweisen. In jedem Falle hält seine genealogische Konstruktion einer kritischen Überprüfung nicht stand und die Forschung über Ereignisse mit Bezug auf die Familie der Cadolingi muß sich auf die zwei Jahrhunderte zwischen 923 und 1113 beschränken, während derer sie eine der mächtigsten Familien der Toskana war.“
Es existierte allerdings in Florenz tatsächlich eine Familie Buonaparte, die 1803 mit dem Abt Gregorio Buonaparte erlosch. Er hinterließ seinen Nachlass dem damaligen General Napoleon Bonaparte, der ihn einer gemeinnützigen Einrichtung in Florenz stiftete. Ebenso existierte eine Familie Buonaparte in San Miniato, die ein ähnliches (rot-silber statt rot-gold blasoniertes und spiegelverkehrtes) Wappen führte wie die Buonaparte aus Sarzana. Zu den Buonaparte aus San Miniato gehörte der um 1550 verstorbene Jacopo Buonaparte, ein Berater von Papst Clemens VII. Ihr kleiner Renaissance-Palazzo (mit mittelalterlichem Kern) ist noch erhalten, Napoleon I. hielt dort 1797 Kriegsrat auf seinem Italienfeldzug, als Gast des Geistlichen Filippo Buonaparte. Auch die Grablege des Zweiges von San Miniato ist in der dortigen Franziskanerkirche erhalten. Für den Zweig aus Ajaccio ließ Napoleon III. 1857 dort die Chapelle Impériale als Grablege erbauen. 

Wappen der Buonaparte aus Sarzana, Ligurien
Wappen der Buonaparte aus San Miniato, Toskana
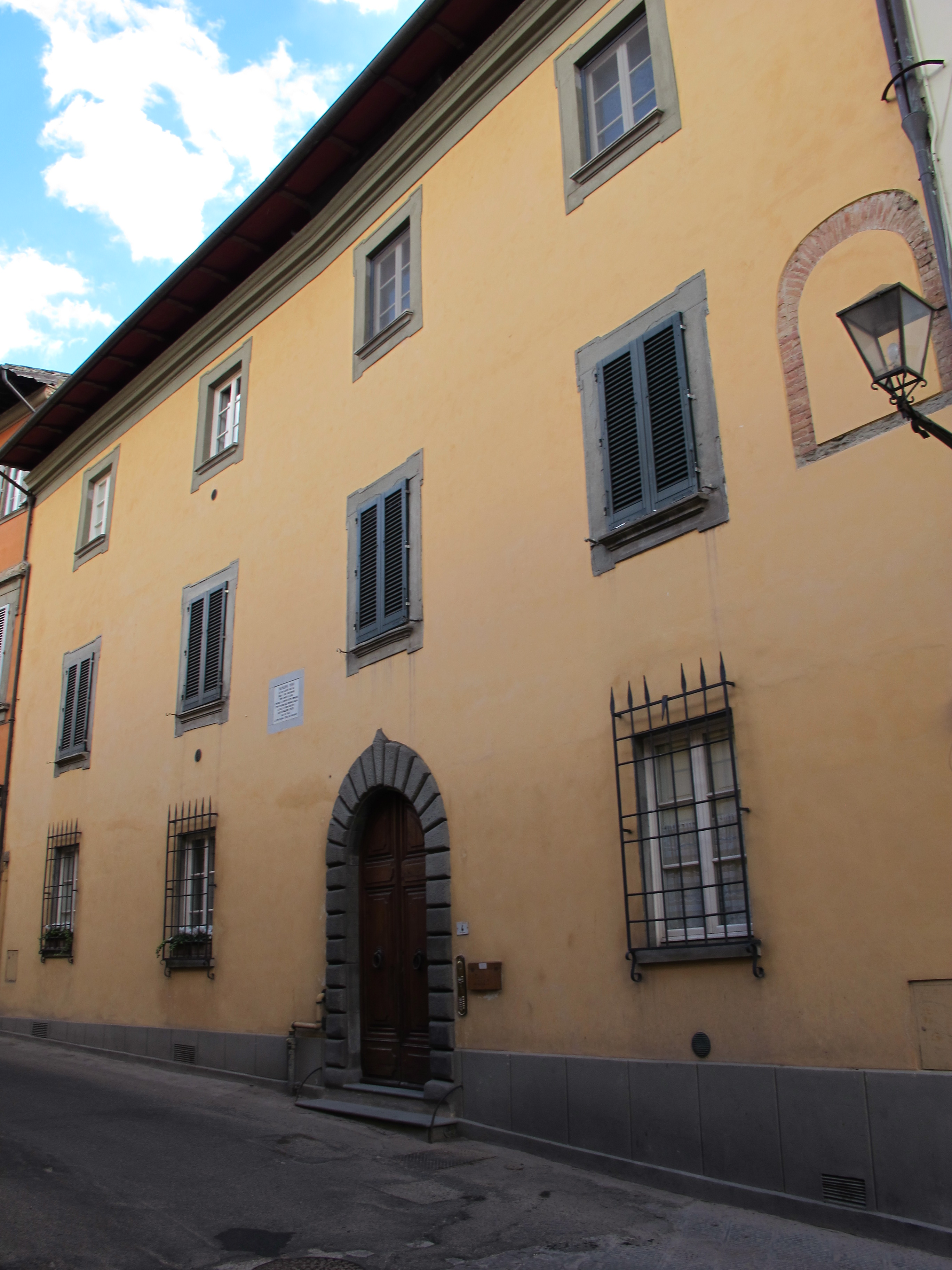
Palazzo Buonaparte in San Miniato
Wappen der Buonaparte aus Florenz